# 新治国
新治国（にいはりのくに）は、古代律令制以前に、現在の茨城県西部に存在した国。大化の改新以後の律令制下では常陸国新治郡となる。『古事記』の倭建命（やまとたけるのみこと）の歌に邇比婆利（にひばり）とある。
2006年（平成18年）まで存続していた近世の茨城県新治郡（にいはりぐん）とは、新治の呼称こそ同じであるが別である。

## 国の領域
『和名類聚抄』によると、新治国の後身である新治郡内には坂戸郷、竹嶋郷、沼田郷、伊讃郷、博多郷、巡廻郷、月郷、大幡郷、新治郷、下真郷、巨神郷、井田郷の13郷が存在した。新治国もほぼ同様の領域を持つものと推定され、当該地域として、現在の茨城県笠間市、筑西市、桜川市が比定される。

## 国造の系譜
『常陸国風土記』には、新治国造祖として比奈良珠命(ひならすのみこと)が見え、『国造本紀』には比奈羅布命を国造としたとある。後の新治郡の長官である大領(たいりょう)も、新治国造の系譜を引く新治直(にいはりのあたい)一族が世襲したものと考えられている。

## 倭建命と新治
『古事記』には、東征を遂げた倭建命が、帰路の甲斐国酒折で詠んだ歌の中に新治が登場する。「新治　筑波を過ぎて幾夜か寝つる（新治、筑波を過ぎて、幾夜寝たことであろうかと）」と倭建命が問うと、これに対し件の一人が「日々並べて　夜には九夜　日には十日を（日数を重ねて、夜で九夜、昼で十日でございます）」と答えた。この問答が後の連歌の起源とされ、詠まれた場所は酒折宮となった。

## 葦間山古墳
葦間山古墳は筑西市徳持の小貝川左岸にある前方後円墳で、その地名から別に徳持古墳とも呼ばれることもある。6世紀前半の築造と推定されている。現状では前方部が畑地となり一部原形が失われ、後円部には針葉樹が茂っている。現存する後円部直径82m、高さ10.5m、前方部全長30m、高さ3m。削られた部分を含めると全長141mで、新治国造の支配領域では最大の古墳である。被葬者は、比奈良珠命の系譜を引く国造級の権力者であったと推定される。